# Berkeley Earth Surface Temperature

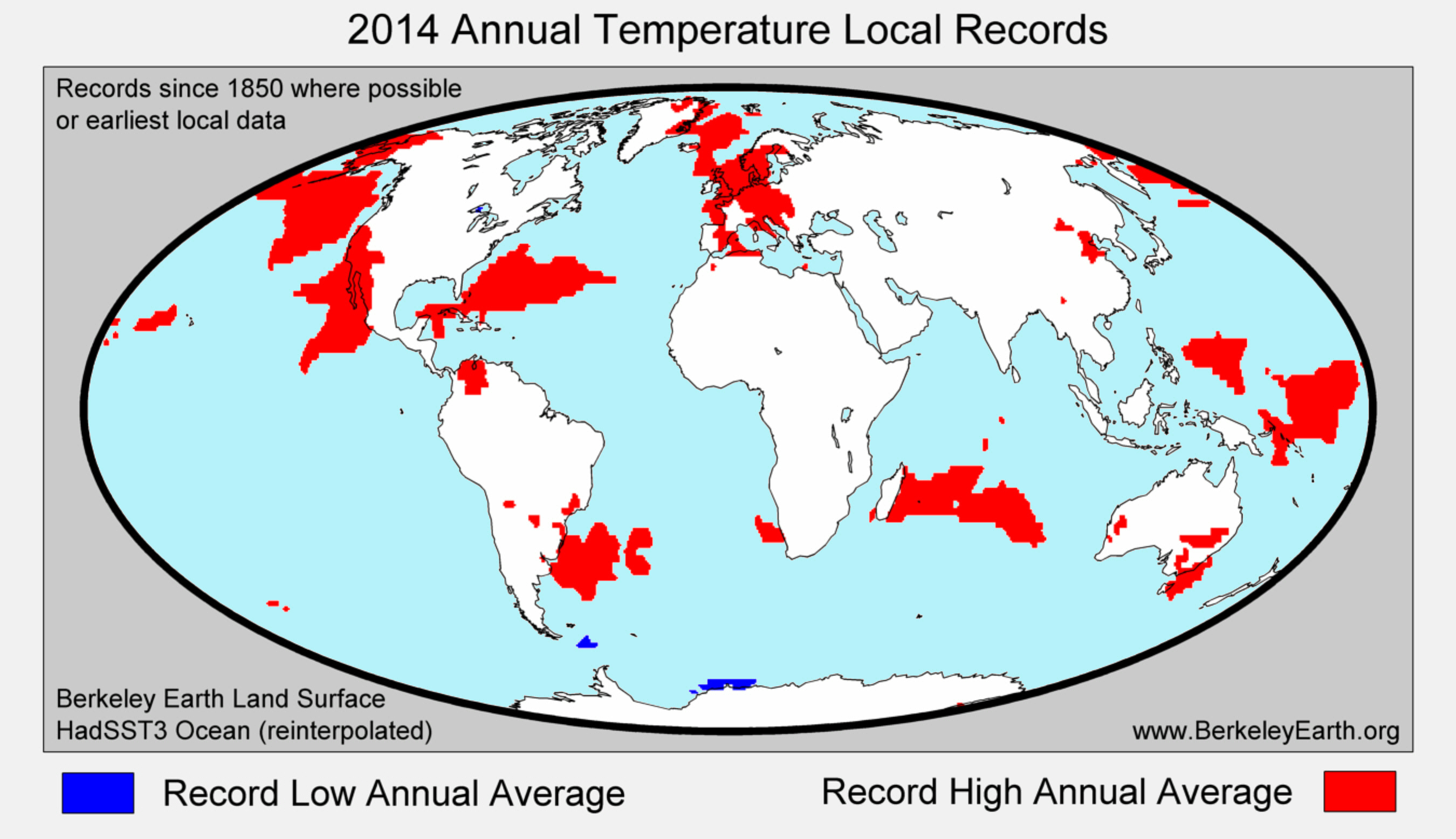
Highlights des Jahres 2014 - Stärkere Erwärmung über See als über Land

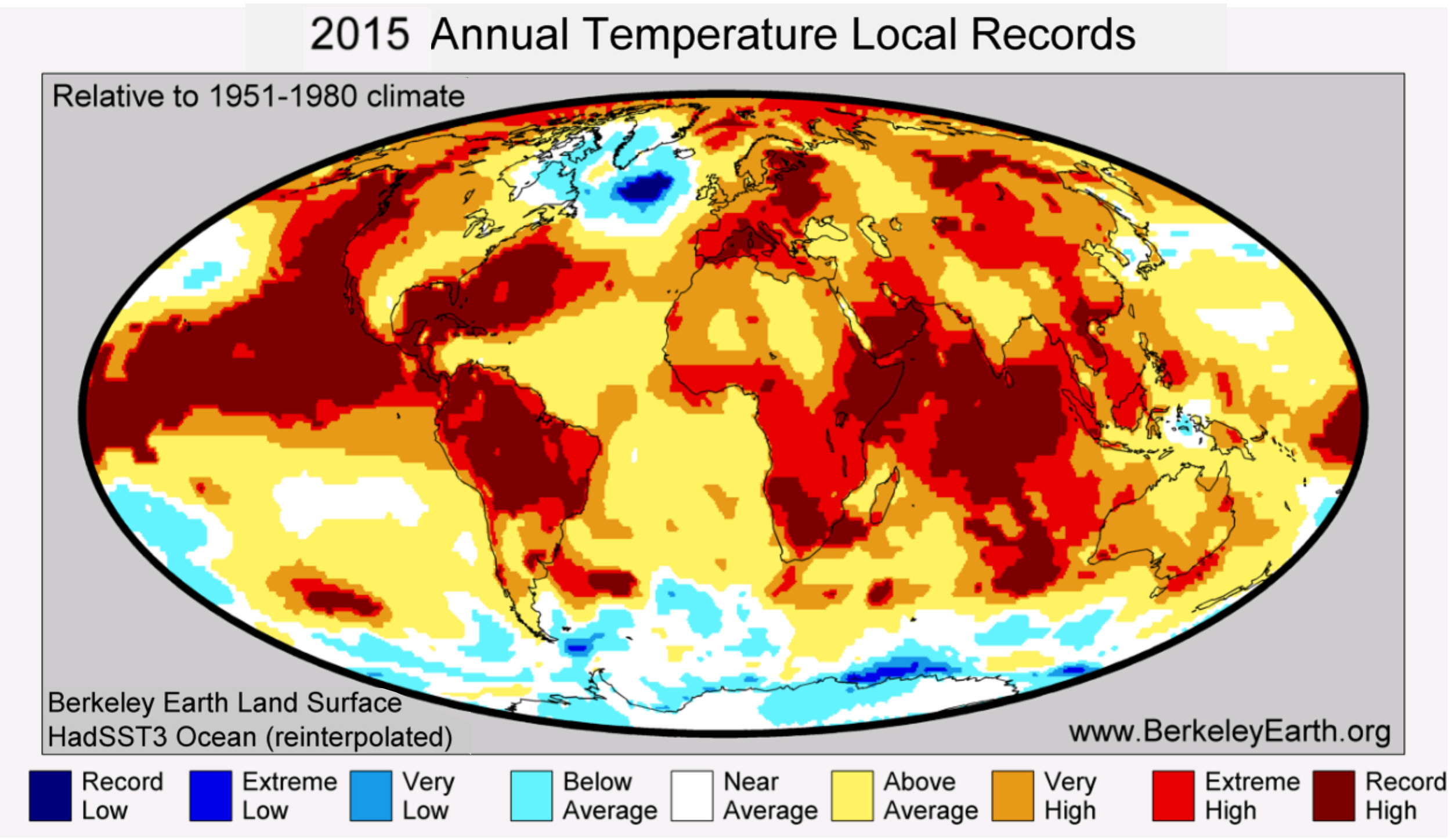
Highlights des Jahres 2015 - Stärkere Erwärmung über See als über Land

Das Berkeley Earth Surface Temperature-Projekt („BEST“) ist ein Projekt zur Quantifizierung der globalen Erwärmung, welches von Richard A. Muller (University of California, Berkeley) und dessen Tochter Elizabeth zu Beginn des Jahres 2010 ins Leben gerufen wurde. Nach öffentlicher Kritik von Klimaleugnern an bestehenden historischen Temperaturdaten sollte es eine wissenschaftlich einwandfreie Darstellung der Situation liefern.

## Vorgehensweise
Es wurde eine von Grund auf neue, fünfmal größere Datenbasis bestehend aus Temperaturdaten weltweit verteilter Bodenstationen mit eigens dazu entwickelten mathematischen Methoden analysiert. Bekannte Einwände (wie etwa, dass so genannte »Wärmeinseleffekte« oder fehlerhaft angewandte statistische Verfahren eine Erwärmung vortäuschen würden) wurden bei der Entwicklung der Verfahren gezielt berücksichtigt, um zu belastbaren Aussagen in diesen Bereichen zu gelangen.
Auf der offiziellen Website des Projekts wurden sämtliche Komponenten öffentlich zur Diskussion gestellt und zum Download angeboten: Um Kritik zu vermeiden, wurde von den Rohdaten über die Beschreibungen der eigens entwickelten mathematischen bzw. statistischen Verfahren bis zu den Quellcodes der eingesetzten Software alles offengelegt.
Im März 2014 gab BEST bekannt, dass der Datensatz um ozeanische Daten erweitert wurde.

## Team
Das Team bestand aus einer Rumpfmannschaft von elf Leuten, umfasste neben zwei Statistikern – eigenen Angaben zufolge Spezialisten für die Normalisierung großer, inkonsistenter Datenmengen – auch sechs Physiker, darunter Physik-Nobelpreisträger Saul Perlmutter. Zum Forscherteam gehörte auch die Klimatologin Judith A. Curry.
Teamleiter war Richard Muller, der sich in der Vergangenheit skeptisch zu Ergebnissen der Klimaforschung geäußert hatte. Finanziert wurde das Team unter anderem von Klimaleugnern, darunter die Gebrüder Koch.

## Ergebnis
Die Untersuchung bestätigte vorhergehende Ergebnisse weitestgehend, sodass die Kritik an letzteren indirekt entkräftet wurde. Am 20. Oktober 2011 wurde das Resultat als ›vorläufiges Ergebnis‹ zur Diskussion veröffentlicht, und es wurden 5 Artikel beim Journal JGR Atmosphere eingereicht. Alle 5 Artikel durchliefen in der folgenden Zeit die Peer-Review und wurden angenommen. Muller schrieb nach Ende der Arbeiten Mitte 2012 einen Gastbeitrag für die New York Times, in dem er erläuterte, wie er durch das Projekt und die in ihm gewonnenen Daten vom Skeptiker zum überzeugten Vertreter der globalen Erwärmung wurde. Unter anderem betonte er, dass die globale Erwärmung existierte, die geschätzten Erwärmungsraten korrekt seien und dass der Mensch die nahezu alleinige Ursache für die Erwärmung sei.